# Catonephele erichi
Catonephele erichi är en fjärilsart som beskrevs av Krüger 1933. Catonephele erichi ingår i släktet Catonephele och familjen praktfjärilar. Inga underarter finns listade i Catalogue of Life.